# 気管炎
気管炎（きかんえん、英: Tracheitis）は気管の炎症である。気管は通常、下気道の一部と考えられているが、ICD-10では気管炎は「急性上気道感染症」に分類されている。

## 症状
- 最近の上気道感染症の後、大きい咳や吠えるようなクループ様の咳が増加する。
- 息を吸い込むときのカラスの鳴き声（吸気性喘鳴（Strodor）（英語版））
- のどが掻きむしられるような感覚
- 胸痛
- 発熱
- 耳痛（英語版）
- 頭痛
- めまい（頭がボーッとする）
- 努力呼吸

## 原因
最も一般的な原因のひとつは黄色ブドウ球菌で、最近のウイルス性上気道感染に続いて起こることが多い。細菌性気管炎はインフルエンザ感染のまれな合併症である。幼児では最も重症化する。気管が比較的細く、腫脹によって容易に閉塞するためと考えられる。最も頻度の高い徴候は、吸気性喘鳴（Stridor）の急速な出現である。クループと混同されることもある。クループに炎症を合併しても、気管炎と呼ばれる状態になり得る。この状態では、気管の内膜に炎症が起こっている。気管と気管支の粘膜が腫れると、気管気管支炎と呼ばれる状態になる。

## 診断
気管炎の診断には、気管支鏡により、気管に滲出液や偽膜を直接確認するのが確実である。そのためには患者の気道確保が必要である。X線所見には声門下狭窄が含まれることもある。クループや喉頭蓋炎が鑑別疾患に上がる。グルココルチコイドやエピネフリンの気道内噴霧による治療に反応しない場合も本疾患が疑われる。

## 治療
さらに重症の場合は、抗生物質の静脈内投与によって治療し、気道の腫脹がひどい場合は、挿管と人工呼吸のために集中治療室（ICU）への入室が必要になることもある。抗菌薬はMRSAを含む広域スペクトラムのものを選択する。第一選択治療には、アモキシシリン-クラブラン酸、セフトリアキソン、ナフシリン、バンコマイシン、クリンダマイシン、第3世代セファロスポリン、またはアンピシリン-スルバクタムが含まれる。グラム染色や細菌培養の結果が得られれば、それを参考にする。